# Tinta cão
La tinta cão es una uva tinta portuguesa que crece sobre todo en la región del Duero portugués (Douro) desde el siglo XVI. La vid produce rendimientos muy bajos, lo que le ha llevado cerca de la extinción a pesar de la alta calidad del vino que produce. Se han desarrollado mejoras en su cultivo con guías realizadas con cordones y con estudios de la Universidad de California en Davis para mantener la variedad. La vid prospera en climas fríos y puede añadir finura y complejidad a los vinos multivarietales.